# Oneida Lacus

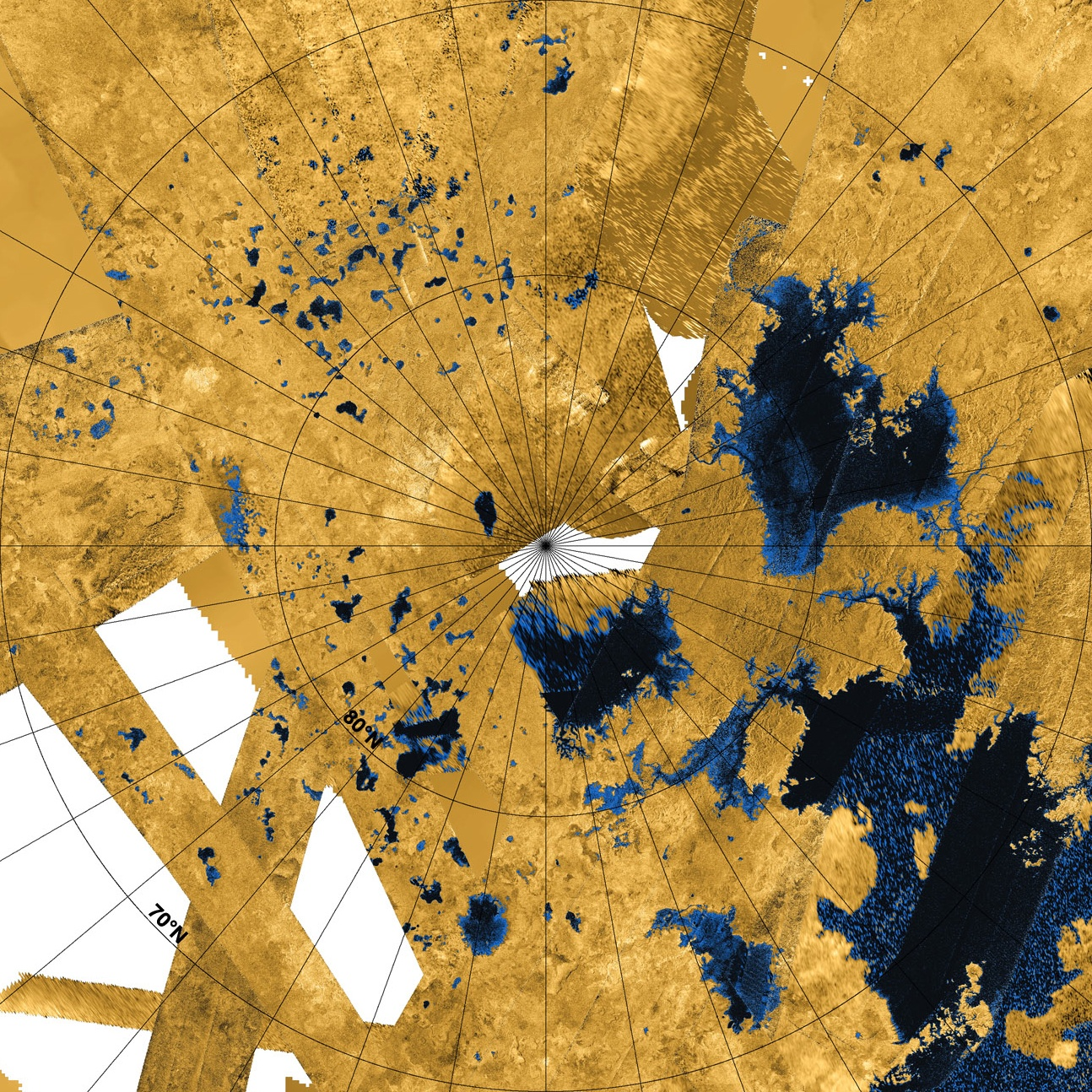
Carte de la région polaire nord de Titan.

Oneida Lacus est un lac de Titan, satellite naturel de Saturne.

## Caractéristiques
Oneida Lacus est situé près du pôle Nord de Titan, centré sur 76,14° de latitude nord et 131,83° de longitude ouest, et mesure 51 km dans sa plus grande longueur. Découvert sur des images prises par la sonde Cassini en 2007, Oneida Lacus fait partie des nombreux lacs qui parsèment la région septentrionale de Titan.

## Observation
Oneida Lacus a été découvert par les images transmises par la sonde Cassini en 2007. Il a reçu le nom du lac Oneida, un lac de l'État de New York, aux États-Unis.